# Мільярд рублів
Мільярд рублів (1 000 000 000 рублів) (розм. лімард, лімонард ) — грошовий знак, що випускався в ЗРФСР в період гіперінфляції початку 1920-х років. 
 
На аверсі зображувався номінал цифрами і прописом та попереджувальні написи. 
На реверсі відображалася жінка-робоча, герб ЗРФСР, рослинні орнаменти. 

## Галерея

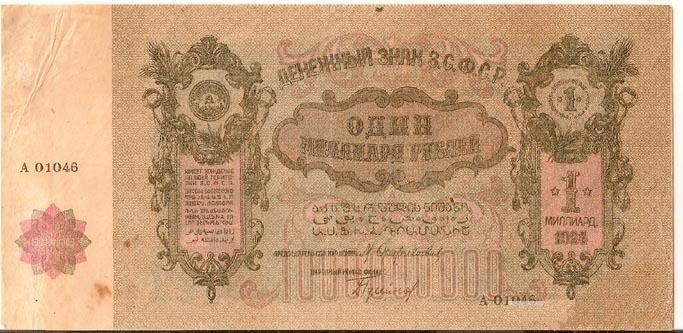
Мільярд рублів 1924 року (аверс)
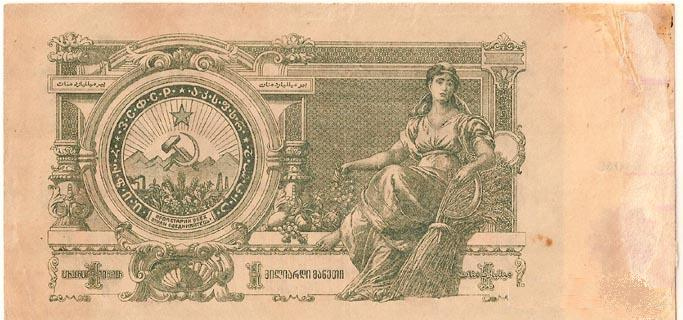
Мільярд рублів 1924 року (реверс)